# Ola

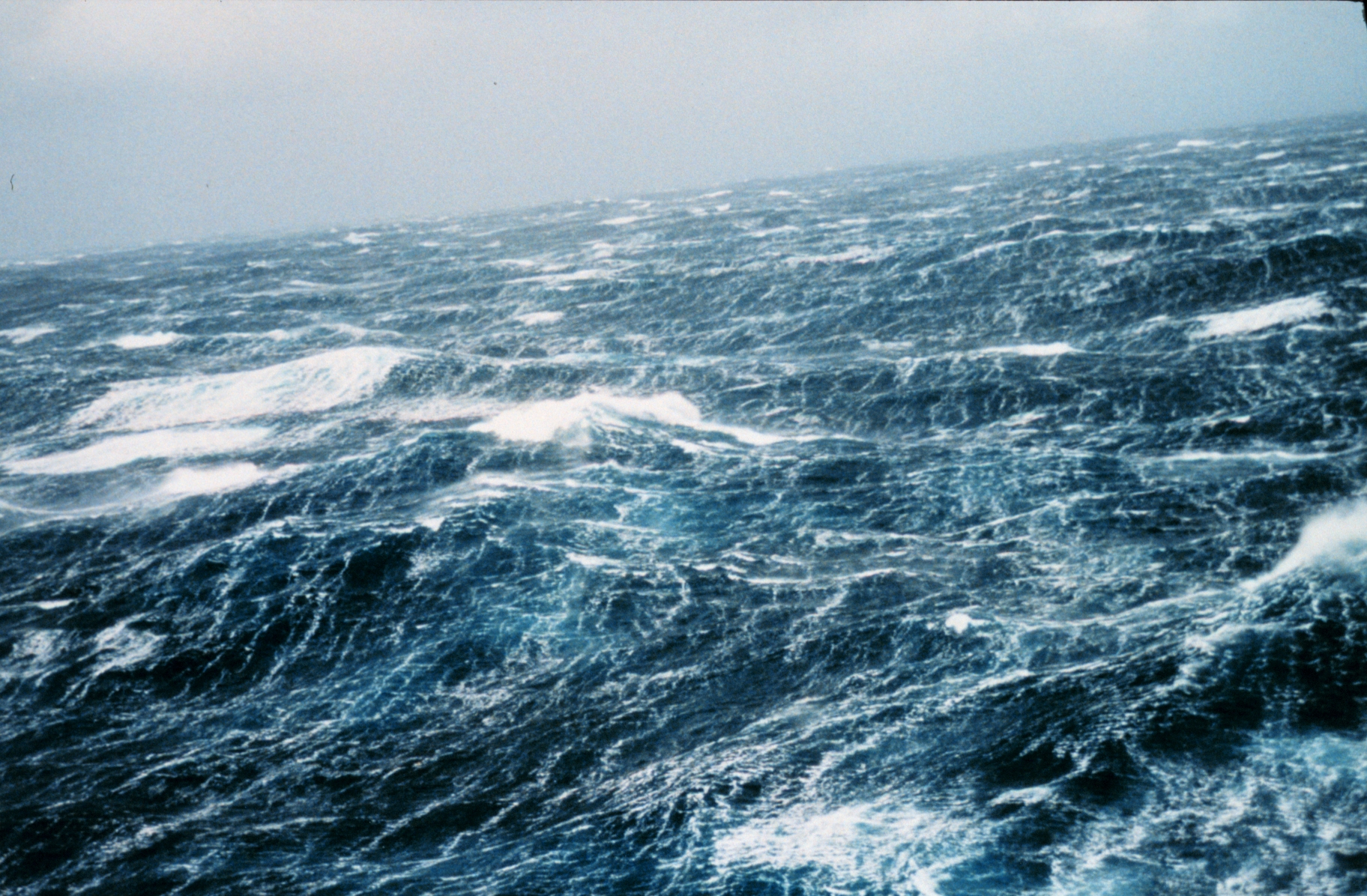
Olas en el Pacífico Norte.

Animación de una ola de mar

En fluidodinámica, las olas son ondas que se desplazan a través de la superficie de mares, océanos, ríos, lagos, canales y otros cuerpos de agua. Son generadas por el viento, que al soplar crea fuerzas de presión y fricción que perturban el equilibrio de la superficie de los océanos. El viento transfiere parte de su energía a las olas, ejerciendo una fuerza sobre la superficie del agua resultante de las diferencias de presión causadas por las fluctuaciones de la velocidad del viento cerca de la interfase entre aire y mar. La superficie alterada se restablece por acción de la gravedad. La interacción cíclica entre la fuerza de presión ejercida por el viento y la fuerza de gravedad hace que las olas se propaguen, y se alejen progresivamente de su zona de generación.

## Explicación física
Las olas del mar son ondas que se propagan por la superficie entre dos medios materiales. En este caso, se trata del límite entre la atmósfera y el océano. Cuando una ola se propaga en aguas profundas (a una profundidad mayor a 1/20 de su longitud de onda), las moléculas de agua regresan casi al mismo sitio donde se encontraban inicialmente. Se trata de un vaivén con una componente vertical, de arriba abajo, y otra longitudinal, igual a la dirección de propagación de la onda.
Hay que distinguir dos movimientos. El primero es la oscilación del medio movido por la onda, que en este caso, como hemos visto, es un movimiento circular. El segundo es la propagación de la onda, que se produce porque la energía se transmite con ella, y traslada el fenómeno en una dirección y con una velocidad, llamada velocidad de onda.
En realidad, se produce un pequeño desplazamiento neto del agua en la dirección de propagación, dado que en cada oscilación una molécula o partícula no retorna exactamente al mismo punto, sino a otro ligeramente más adelantado (respecto al sentido de propagación de la onda). Es por esta razón por la que el viento no provoca solamente olas, sino también corrientes superficiales.

### Causa

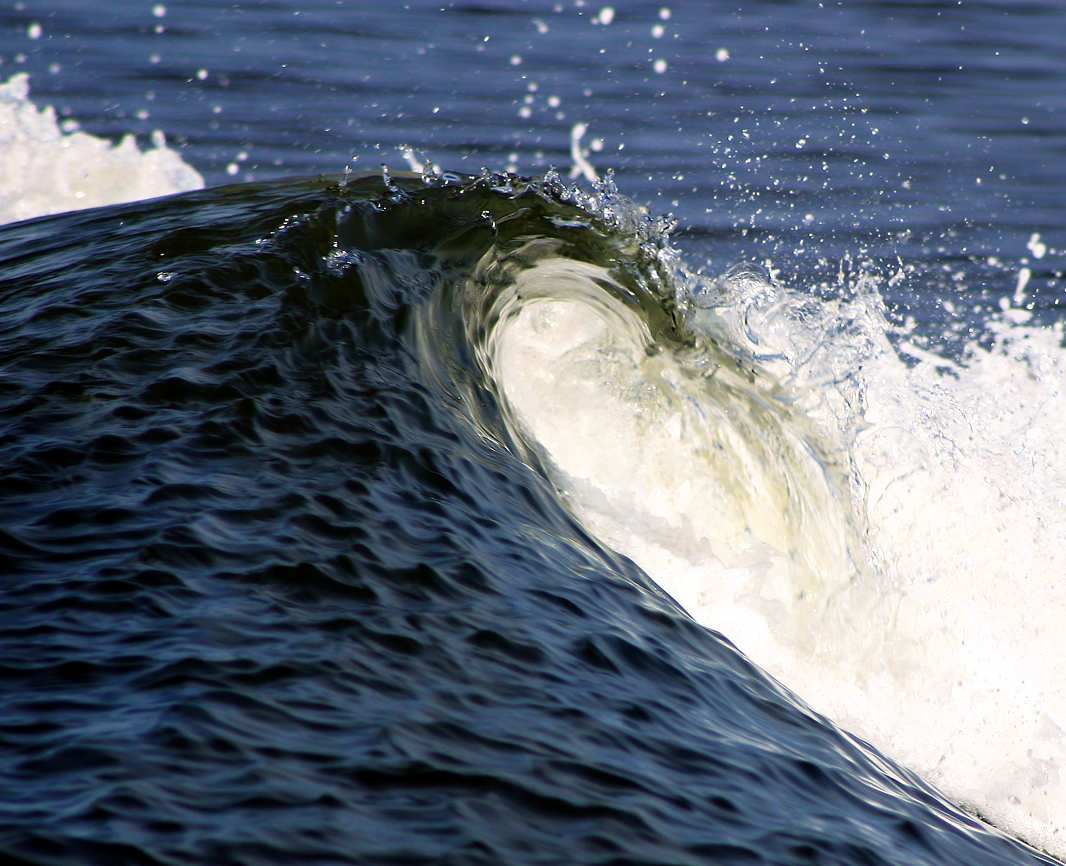
Estela de ola formada por el paso de un barco.

El fenómeno es provocado por el viento, cuya fricción con la superficie del agua produce un cierto arrastre, dando lugar primero a la formación de rizaduras (arrugas) en la superficie del agua, llamadas ondas u olas capilares, de solo unos milímetros de altura y hasta 1,7 cm de longitud de onda. Cuando la superficie pierde su lisura, el efecto de fricción se intensifica y las pequeñas rizaduras iniciales dejan paso a olas de gravedad. Las fuerzas que tienden a restaurar la forma lisa de la superficie del agua, y que con ello provocan el avance de la deformación, son la tensión superficial y la gravedad. Las ondas capilares se mantienen esencialmente solo por la tensión superficial, mientras que la gravedad es la fuerza que tensa y mueve las olas más grandes.
Cuanto mayor es la altura de las olas, mayor es la cantidad de energía que pueden extraer del viento, de forma que se produce una realimentación positiva. La altura de las olas viene a depender de tres parámetros del viento, que son su velocidad, su persistencia en el tiempo y, por último, la estabilidad de su dirección. Así, los mayores oleajes se producen en circunstancias meteorológicas en que se cumplen ampliamente estas condiciones.
Una vez puestas en marcha, las olas que se desplazan sobre aguas profundas disipan su energía muy lentamente, de forma que alcanzan regiones muy separadas de su lugar de formación. Así, pueden observarse oleajes de gran altura en ausencia de viento.
Las olas disipan su energía de varias maneras. Una parte puede convertirse en una corriente superficial, un desplazamiento en masa de un gran volumen de agua hasta una profundidad considerable. Otra parte se disipa por fricción con el aire, en una inversión del fenómeno que puso en marcha las olas. Parte de la energía puede disiparse si una velocidad excesiva del viento provoca la ruptura de las crestas. Por último, la energía termina por disiparse por interacción con la corteza sólida, cuando el fondo es poco profundo o cuando finalmente las olas se estrellan con la costa.
Al llegar a la costa, las olas sufren unas últimas transformaciones antes de disiparse:
- encrespándose si encuentran un obstáculo marcado en la franja costera, como un banco de arena o taro, una roca o formación rocosa o un arrecife. Dependiendo del obstáculo, su forma y tamaño, y la fuerza y velocidad de la ola, así como el punto de marea, las olas costeras pueden adquirir diferentes expresiones de tamaño, velocidad, forma o movimiento.
- la corriente de resaca o corriente de retorno es un efecto destacado del agua que, llevada por las olas hasta la orilla de tierra firme o la orografía costera, rebota o se desliza de nuevo hacia el mar, creando una ola en dirección opuesta al golpe de mar; es decir, una ola que parte de la costa. Generalmente se disipan o estrellan con las otras olas algunos metros adelante.

## Parámetros

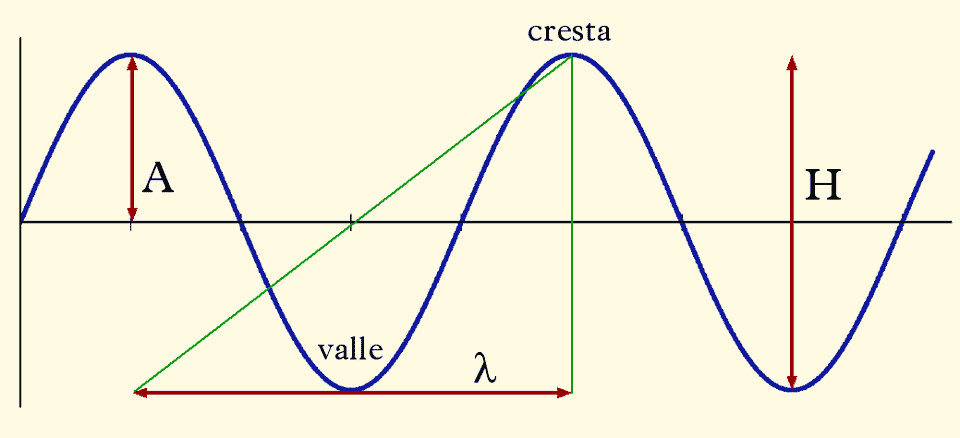
Parámetros de las olas. A=amplitud. H=altura. λ=longitud de onda.

La parte más alta de una ola es su cresta, y la parte más profunda de la depresión entre dos olas consecutivas se llama valle. A la distancia entre dos crestas se le denomina longitud de onda (λ) y a la diferencia de altura entre una cresta y un valle se le llama altura (H) de la ola. La amplitud es la distancia que la partícula se aparta de su posición media en una dirección perpendicular a la de la propagación. La amplitud (A) vale la mitad de la altura. La pendiente (δ) es la inversa de la tangente entre la altura y la longitud de onda.
δ = arc tg ( H / λ )
Se llama período (τ) al tiempo que transcurre entre el paso de dos crestas consecutivas por el mismo punto. La velocidad de onda (también llamada velocidad de fase o celeridad), es decir la velocidad de propagación, se calcula dividiendo la longitud de onda por el período: 
c = λ / τ

Clasificación de las olas en función de su período. Las olas podrían clasificarse desde olas ordinarias que genera el viento hasta las olas mareales, con períodos de horas.

En aguas profundas (>λ/2) la velocidad de onda es proporcional a la longitud de onda, en aguas muy superficiales (<λ/20) por el contrario depende solo de la profundidad.

### Frente de olas
El oleaje no es un proceso homogéneo ni estacionario; es decir, no todas las olas tienen el mismo periodo, altura, longitud de onda o dirección en cada instante y lugar, sino que cada una tiene sus características propias, que además varían en el espacio y en el tiempo. 
De esta forma, para definir el oleaje, a efectos de la dinámica litoral interesa considerar lo que se denomina frente de olas, que incide en un tramo de costa dada y para el que se utilizan una serie de parámetros estadísticos calculados a partir de un conjunto, más o menos grande, de olas individuales, obtenidos en un lugar y plazo suficientemente concreto y corto para poder considerar el proceso estacionario y homogéneo durante el tiempo de muestreo. 
A continuación definimos brevemente los parámetros más usados. 
- Altura de ola significativa (Hs o también llamada H1/3). Este parámetro estadístico se obtiene al calcular la media de alturas de ola del tercio de olas más altas dentro del grupo de olas considerado. Se considera que la altura de ola significativa es equivalente a la altura de ola del momento de orden cero, {\displaystyle Hm0=4{\sqrt {m0}}}, que es el parámetro calculado por los modelos numéricos espectrales.
- Altura de ola máxima (Hmax, N). Altura de ola máxima dentro del  grupo de N olas considerado.
- Período significativo (Ts). Media de los períodos del tercio de olas más altas dentro grupo de olas considerado.
- Periodo medio (Tm). Media de los períodos del grupo de olas considerado.
- Dirección media (Dm), Media de las direcciones de propagación del grupo de olas considerado.

Movimiento de partículas de agua de una ola de aguas profundas (modelo basado en J.D. Fenton (1988) "The numerical solution of steady water wave problems". Computers & Geosciences 14(3), pp. 357–368.)

## Medidas
En la práctica se usan dos escalas para medir la intensidad de las olas:
- La Escala Douglas es una escala que clasifica los diferentes estados del mar en 10 grados tomando como referencia el tamaño de las olas.
- La Escala de Beaufort es una medida empírica para la intensidad del viento, basada principalmente en el estado del mar, de sus olas y la fuerza del viento.

La mayor altura registrada con fiabilidad de una ola es de 29 metros. Se midió en febrero de 2000 por el barco de investigación británico RRS Discovery en el Mar del Norte, junto a la isla de Rockall (Escocia).

#### Alteraciones
Las olas son procesos muy complejos, que sufren grandes transformaciones en su movimiento hacia la costa, tanto en la altura de ola, como en la longitud de onda, como en la velocidad de propagación, así como en el movimiento del agua al paso de una ola (círculos, elipses, segmentos, corrientes) y también respecto a su propia forma, llegando incluso a romper, por efecto del fondo.
Cuando la ola rompe, el agua se desplaza, por encima del nivel medio del mar, hacia la costa, y como evidentemente no se acumula en la costa vuelve, en forma de corriente, por debajo del nivel de la propia ola, formando lo que comúnmente se conoce como resaca (undertow).
Las olas, lo mismo que otros procesos semejantes, están sujetas a fenómenos de reflexión, refracción y difracción. La refracción depende de diferencias en la velocidad de propagación entre diferentes medios, y se observa cuando las penetran en aguas menos profundas, donde se ven frenadas.

## Efectos

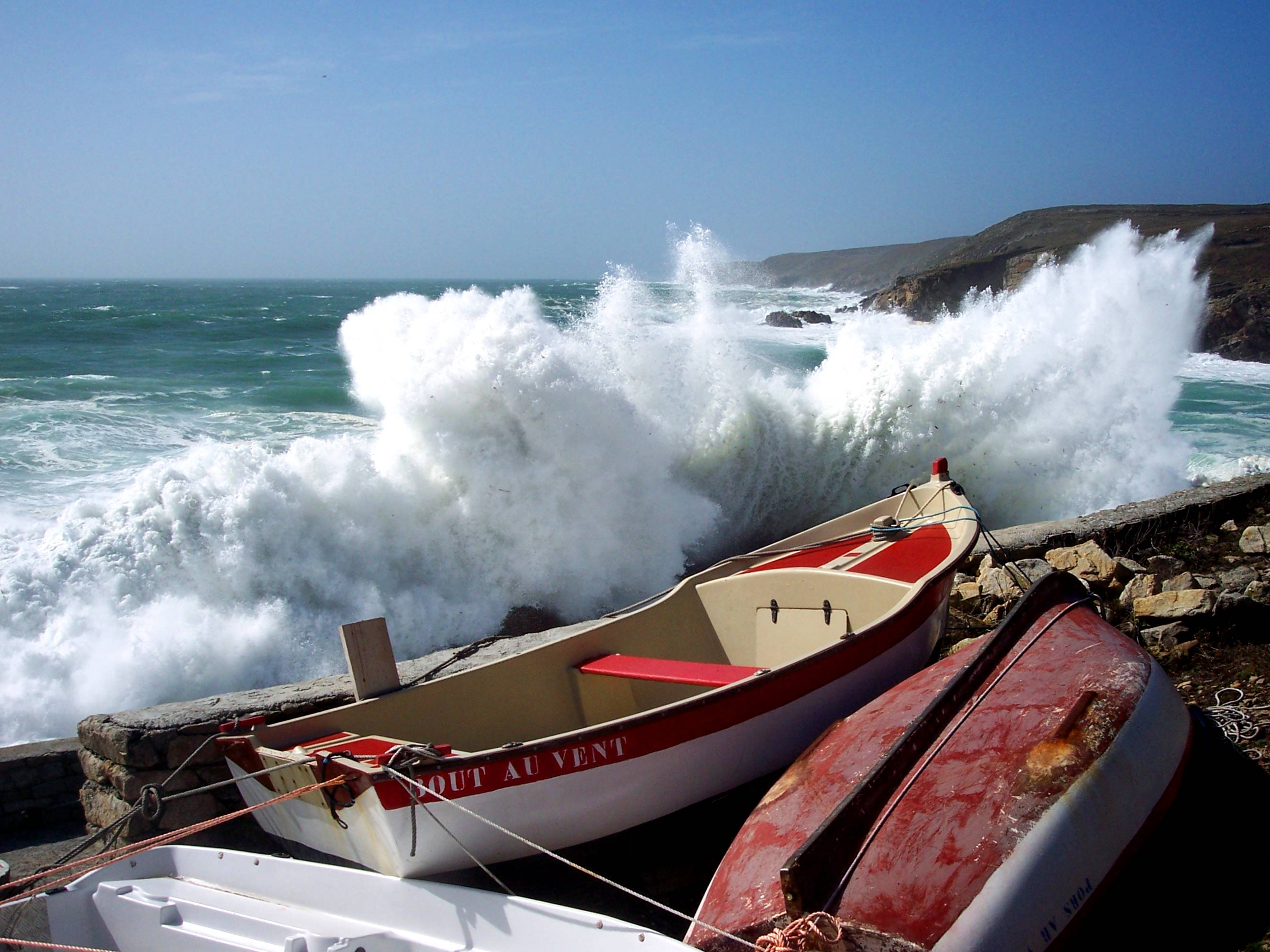
Ola rompiendo en Plogoff (Bretaña, Francia)

El efecto de las olas sobre las playas es distinto ya que pueden tener efecto constructivo o destructivo:
- Efecto constructivo: cuando las olas son pequeñas y de poco periodo (olas de verano, generalmente) las olas tienden a mover poco sedimento, sobre todo muy cerca de la orilla, tendiendo a acumular la arena en la parte alta de la playa, formando la «playa seca».
- Efecto destructivo: las olas altas, de periodos largos, con gran longitud de onda, pueden mover el sedimento más profundo, y provocan una importante corriente de fondo hacia el mar, que progresivamente va erosionando la playa seca.

## Tipos
Un tipo particular de olas son los tsunamis, que no se encuentran relacionadas con el viento sino con terremotos o por las erupciones de volcanes submarinos. Los diferentes tipos de olas son:
- Olas libres u oscilatorias: se representan en toda la superficie del mar y se deben a las variaciones del nivel del mar. En ellas el agua no avanza, solo describe un giro al subir y bajar casi en el mismo sitio en el cual se originó el ascenso de la ola, se presentan en un tiempo menor de 30 segundos.

- Olas forzadas: se producen por el viento y en ocasiones pueden ser altas como consecuencia de los huracanes en el agua.

- Olas de traslación: son aquellas que se producen cerca de la costa y que, al avanzar tocando el fondo, se estrellan contra el litoral formando abundante espuma. Al regresar el agua hacia el mar se origina la resaca.

- Tsunamis: son olas producidas por un terremoto o una explosión volcánica. Pueden pasar dos situaciones, una es que en el centro de la perturbación se hundan las aguas, o bien que estas se levanten explosivamente. En ambos casos el movimiento provoca una ola única de dimensiones formidables, que avanza a gran velocidad, pueden ser miles de kilómetros por hora, y llega a tener una altura superior a los 20 metros. Los tsunamis son muy frecuentes en el océano Pacífico.

Aparecen olas en el agua tranquila cuando sopla el viento, pero se extingen rápidamente si el viento se detiene. La fuerza restauradora que les permite propagarse es la tensión superficial. Las olas del mar son movimientos a gran escala, a menudo irregulares, que se forman bajo vientos sostenidos. Estas olas tienden a durar mucho más, incluso después de que el viento haya cesado, y la fuerza restauradora que les permite propagarse es la gravedad. A medida que las ondas se propagan lejos de su área de origen, se separan naturalmente en grupos de dirección y longitud de onda comunes. Los conjuntos de olas formados de esta manera se conocen como oleajes. El océano Pacífico está a 19 800 km desde Indonesia hasta la costa de Colombia y, basado en una longitud de onda promedio de 76,5 m, tendría ~258 824 oleajes sobre ese ancho.
Pueden ocurrir «olas rebeldes» individuales (también llamadas «olas monstruosas», «olas asesinas» y «olas rey») mucho más altas que las otras olas en el estado del mar. En el caso de la ola de Draupner, sus 25 m de altura era 2,2 veces la altura de ola significante. Tales olas son distintas de las mareas, causadas por la atracción gravitatoria de la Luna y el Sol, los tsunami que son causados por terremotos o deslizamiento de tierra, y olas generadas por una explosión submarina o la caída de meteoritos, todas con longitudes de onda mucho más largas que las ondas de viento.
Las olas de viento más grandes jamás registradas no son olas rebeldes, sino olas estándar en estados extremos del mar. Por ejemplo, se registraron olas de 29,1 m de altura en el RRS Discovery en un mar con una altura significativa de ola de 18,5 m, por lo que la ola más alta fue solo 1,6 veces la altura de ola significante. La más grande registrada por una boya (a partir de 2011) fue de 32,3 m de altura durante el tifón Krosa de 2007 cerca de Taiwán.

## Asomeramiento y refracción
A medida que las olas viajan de aguas profundas a aguas poco profundas, su forma cambia (la altura de las olas aumenta, la velocidad disminuye y la longitud disminuye a medida que las órbitas de las olas se vuelven asimétricas). Este proceso se llama bajamiento.
La refracción de las olas es el proceso que ocurre cuando las olas interactúan con el lecho marino para disminuir la velocidad de propagación en función de la longitud de onda y el período. A medida que las olas disminuyen la velocidad en aguas poco profundas, las crestas tienden a realinearse en un ángulo decreciente con respecto a los contornos de profundidad. Las diferentes profundidades a lo largo de la cresta de una ola hacen que la cresta viaje a diferentes velocidades de fase, y las partes de la ola en aguas más profundas se mueven más rápido que las de olas en aguas poco profundas. Este proceso continúa mientras la profundidad disminuye y se invierte si vuelve a aumentar, pero la ola que abandona el área del bajío puede haber cambiado de dirección considerablemente. Los rayos—líneas normales a crestas de onda entre las cuales está contenida una cantidad fija de energía flujo—convergen en aguas poco profundas y bajíos locales. Por lo tanto, la energía de las olas entre los rayos se concentra a medida que convergen, con un aumento resultante en la altura de las olas.
Debido a que estos efectos están relacionados con una variación espacial en la velocidad de fase, y debido a que la velocidad de fase también cambia con la corriente ambiental, debido al desplazamiento Doppler, los mismos efectos de refracción y altura de onda alterada también ocurren debido a las variaciones de corriente. En el caso de encontrarse con una corriente adversa, la ola se «empiniza», es decir, su altura de ola aumenta mientras que la longitud de onda disminuye, de manera similar al asomeramiento cuando la profundidad del agua disminuye.